# Louis Havet
Pour les articles homonymes, voir Havet.
Louis Havet, né le 6 janvier 1849 à Paris, et mort le 26 janvier 1925 à Paris 4e, est un philologue français, spécialiste de la prosodie grecque et latine, ainsi que de la critique des textes.

## Biographie
Fils d'Ernest Havet, il enseigne à la Sorbonne dans les années 1880 et compte parmi ses élèves Antoine Meillet. Il est nommé professeur au Collège de France, où il est titulaire de la chaire de philologie latine de 1885 à 1925. Membre du Comité central de la Ligue des droits de l'homme, il s'engage politiquement au moment de l'affaire Dreyfus. En 1893, il est élu membre de l'Académie des inscriptions et belles-lettres et, en 1917, il est l'un des premiers vice-présidents de l'Association Guillaume-Budé.

## Principales publications
- Le Querolus, comédie latine anonyme (1880), prix Langlois de l’Académie française en 1881
- De Saturnio Latinorum versu scripsit Ludovicus Havet. Inest reliquiarum quotquot supersunt sylloge (« Bibliothèque de l'École des hautes études. Sciences philologiques et historiques », 43), Paris, 1880.
- Cours élémentaire de métrique grecque et latine (1886)
- La Prose métrique de Symmaque et les origines métriques du « cursus» (1892) Texte en ligne
- Plaute, Amphitryon, édité par L. Havet (1895) Texte en ligne
- Manuel de critique verbale appliquée aux textes latins (1911)
- Notes critiques sur le texte de Festus (1914) Texte en ligne
- Notes critiques sur l’« Orator » et sur Isée (1927) Texte en ligne

## Distinctions
- Commandeur de la Légion d'honneur décret du 31 janvier 1923[1]
- 1882 : Académie des inscriptions et belles-lettres - Prix Delalande-Guérineau pour De saturnino Latinorum versu[2]